# Ernest Dimnet
Ernest Dimnet (né le 9 juin 1866 à Trélon et mort le 8 décembre 1954 à Paris) est un prêtre et écrivain français.

## Biographie
Ernest Dimnet est professeur agrégé d'anglais (reçu deuxième au concours 1897) au collège Stanislas de Paris. Il s'installe aux États-Unis après la Première Guerre mondiale.
Son livre The Art of Thinking ou en français L'Art de penser, est un best-seller aux États-Unis dans les années 1930. Il invite le lecteur à un état d'honnêteté où il se valorise comme un être humain réfléchi. Dimnet soulève le fait que nous aussi souvent « pensons à penser » à propos de quelque chose au lieu de penser réellement. Il fournit des conseils sur la façon d'améliorer sa concentration, et même s'efforcer de répondre à des questions existentielles. Trouver des réponses à ces questions, explique Dimnet, est crucial pour la production de toute pensée originale.
La Pensée catholique dans l'Angleterre contemporaine est mise dans l'Index librorum prohibitorum.

## Œuvres
En français
- La Pensée catholique dans l'Angleterre contemporaine, V. Lecoffre, 1906.
- Figures de moines, Perrin, 1909, prix Juteau-Duvigneaux de l’Académie française en 1910.
- Les sœurs Brontë, Bloud, 1910.
- L'Art de penser, Grasset, 1930.

En anglais
- France herself again, 1914.
- The Evolution of thought in modern France, 1915.
- From a Paris balcony, 1924.
- The Art of thinking, 1929.
- My Old World, Londres, Jonathan Cape, 1935[3].
- My New  World, Londres, Jonathan Cape, 1938[4].